# Baderna
En náutica, la Baderna (Mogel, Cajeta de amogelar, ant. Mugil, Cajeta de amugilar) es un pedazo de una o dos varas de largo, del tipo de trenzado que se llama cajeta. 
Sirve para sujetar el cable al virador siempre que se vira el cabrestante, para apagar una vela, trincar la caña del timón, etc. 

## Etimología
Cuando se aplica al cable, se le llama también Mogel, y antiguamente Mugil, algunos le llaman Cajeta de amogelar que en lo antiguo decían Amugilar. 

## Frases relacionadas
- ¡Buena Baderna! es la voz de mando que se da a los marineros para que abadernen con cuidado y seguridad, cuando hay marejada gruesa o viento fresco que hacen mandar mucha fuerza al cable cuando se vira para levantar el ancla.